# Lucas Alamán
Lucas Ignacio José Joaquín Pedro de Alcántara Juan Bautista Francisco de Paula Alamán y Escalada  més conegut com a Lucas Alamán (Guanajuato, 18 d'octubre de 1792 - Ciutat de Mèxic, 2 de juny de 1853) fou un polític, empresari, historiador i escriptor mexicà.

## Primers anys de vida i educació
Alamán va néixer en la ciutat de Guanajuato el 18 d'octubre de 1792, formant part d'una prestigiosa i adinerada família espanyola.
Va estudiar en el Real Col·legi de Mines de la Nova Espanya, on va destacar en disciplines com mineralogia, física, química i botànica. Va viatjar amb freqüència per varis i diferents països participant com científic i diplomàtic, convertint-se en un dels homes amb millor educació a Mèxic.

## Vida com polític
A l'inici de la guerra per la independència de Mèxic, al setembre de 1810, es diu que Alamán va ser un dels testimonis a observar de la matança de famílies espanyoles en la seva ciutat natal, Guanajuato. Aquesta experiència va poder haver influït en la seva vida al llarg de la devoció a la política conservadora i la seva nostàlgia per la regla monàrquica a Mèxic.
L'any 1821, abans de la consumació de la independència de Mèxic, Alamán va ser un diputat de les Corts de Cadis (el parlament nacional espanyol) per a la província de Nova Galícia (actualment Jalisco, Nayarit, Sonora, Sinaloa, entre altres estats), la Nova Espanya. Després de la independència de la Nova Espanya, Alamán va tornar a Mèxic i es va convertir en un dels polítics més influents en el naixent país. Va ser cofundador i membre permanent del Partit Conservador mexicà, i va defensar constantment l'organització centralista de Mèxic.
Es diu a més que va ser un dels organitzadors de l'assassinat de l'heroi de la independència Vicente Guerrero. En virtut de la junta que regeix Mèxic després de la caiguda de Agustín de Iturbide, Alamán va servir des de 1823 fins a 1825 en el lloc de ministre de la Secretaria de Relacions Exteriors. Va ser membre de la junta que regeix Mèxic breument en 1829 després que s'executés el Pla de Jalapa, el qual tenia com objectivo la instal·lació de Anastasio Bustamante com a president.
Alamán va tornar a ocupar el càrrec de ministre de la Secretaria de Relacions Exteriors en el període 1830 a 1832 durant el govern d'Anastasio Bustamante. A l'octubre de 1830, va crear el Banc del Avío, el primer banc de Mèxic. El Banc del Avío va estar sempre amb la infraestructura financera necessària per a la seva florescent economia.
Després del que es va veure com el desastre de la independència de Texas de Mèxic en 1836, Alamán es va retirar en gran manera de la política, encara que va seguir promovent el que va veure com els interessos del país al servir com a director de la Junta de Fomento de la Indústria des de 1839 fins a la seva mort.
En la major part de la dècada de 1840, es va dedicar principalment a escriure la història de Mèxic des de la perspectiva d'un conservador. Les seves principals obres van ser Disertaciones sobre la història de la República mexicana en tres volums escrits i publicats de 1844 a 1849, i els seus cinc volums d'Història de Mèxic, des dels primers moviments que van preparar la independència l'any de 1808 fins a l'època present escrits i publicats a Mèxic de 1849 a 1852, es consideren com unes de les grans produccions intel·lectuals del Partit Conservador de Mèxic del segle xix, que al costat de les obres del segle XX de Carlos Pereyra, és una de les poques històries escrites per autors mexicans que veuen la presència espanyola en el seu país de manera favorable.

## Altres treballs i mort
Encara que en l'àmbit polític Alamán va ser un conservador a ultrança, en els àmbits industrial i econòmic, en canvi, es va comportar com un autèntic progressista, desenvolupant en ambdós treballs una àmplia activitat.
Entre les seves accions més importants es troben la creació del Museu d'Història Natural de la Ciutat de Mèxic i la fundació de l'Arxiu General de la Nació. Aquest ha estat molt important per a l'aprenentatge dels esdeveniments històrics a Mèxic i la comprensió dels processos polítics de la República mexicana.
També va fundar i va dirigir una empresa minera, va establir la primera fosa independent a Mèxic en 1825, va administrar els béns dels descendents de Hernán Cortés, i es va ocupar com a governador de la ciutat de Mèxic en 1849.
Lucas Alamán va tornar al servei públic nacional en 1851, quan Santa Ana el va reelegir per última vegada per al càrrec de ministre de Relacions, en el qual va realitzar el seu treball fins al dia de la seva mort a causa d'una pneumònia, el 2 de juny de 1853.